# پرچم سبز

کشورهایی که از رنگ سبز در پرچم خود استفاده می‌کنند؛ سبز کم‌رنگ نشانهٔ کشورهایی‌ست که سبز را بعنوان نماد اسلام به‌کار گرفته‌اند و دو رنگ پررنگ‌تر نشانهٔ کشورهای پان‌افریکن و سایر هستند.

پرچم لیبی طی سال‌های ۱۹۷۷ الی ۲۰۱۱

پرچم سبز می‌تواند دارای معانی مختلفی باشد.

## پرچم‌های دولت-ملت‌ها
- پرچم جماهیر سوسیالیستی خلق عرب لیبی بزرگ یک پرچم سبز ساده بود.
- پرچم عربستان سعودی دارای پس‌زمینه سبز است بعنوان نماد اسلام به‌کار رفته.
- ناسیونالیسم ایرلندی به‌طور سنتی با پرچم سبز نشان داده می‌شد. پرچم کنونی ایرلند سه رنگ است که سبز نماد کاتولیک‌های ایرلندی، نارنجی نماد پروتستان‌های ایرلندی و سفید در وسط آن نشان دهنده صلح است.
- پرچم سابق موریتانی
- برخی انواع پرچم آمریکا با راه‌راه سبز در طول جنگ انقلاب به اهتزاز درآمدند که سبز بعنوان «رنگ امید» به‌کار رفته بود.

## دیگر پرچم‌ها
- پرچم سبز بخشی از مجموعه ای از پرچم‌های مسابقه‌ای است و شروع یا از سرگیری یک مسابقه اتومبیل رانی را نشان می‌دهد.
- در حمل‌ونقل ریلی در بریتانیای کبیر و ایرلند، گاهی اوقات از پرچم‌های سبز (کمتر از گذشته) توسط نگهبانان راه‌آهن به عنوان پیامی به رانندگان لوکوموتیو استفاده می‌شود بدین معنا که می‌توانند به طی کردن مسیر ادامه دهند.